# Cá ngừ chấm
Cá ngừ chấm (Danh pháp khoa học: Euthynnus affinis) là một loài cá ngừ trong họ Cá thu ngừ thuộc bộ cá vược, phân bố ở các vùng nước ấm của Ấn Độ Dương-Thái Bình Dương, Đông Phi, Xri Lanca, Indonesia, Malaixia, Phillippin, Nhật Bản, Trung Quốc, ở Việt Nam, chúng chủ yếu bắt gặp ở vùng biển miền Trung và Nam Bộ. Đây là loài cá có giá trị kinh tế, mùa vụ khai thác quanh năm, có thể ăn tươi, đóng hộp, hun khói, đông lạnh. 

## Tên gọi
Tên thường gọi tiếng Việt: Cá ngừ chấm, cá ngừ Bonito, Cá ngừ thường. Tên thường gọi tiếng Anh: Eastern little tuna, Euthynnus, Bonito tuna, Jack mackerel, Little tuna, Little Tuna, Kawakaw-a Tuna, Tuna, Thon, Thonine Orientale, Atun, Tuna, Kawakawa, Little Tunny, Black Skipjack, Mackerel Tuna. Tên gọi tiếng Nhật: Hiragatsu-o, Obosogats-uo. Tên gọi tiếng Tây Ban Nha: Bacoreta oriental. Tên thường gọi tiếng Ý: Tonnetto orientale.

## Đặc điểm
Đây là loài cá lớn, kích cỡ khai thác 240-450mm, chủ yếu 360 mm. Thân hình của cá dạng thoi, đầu hơi nhọn, hai hàm dài gần bằng nhau. Trên xương khẩu cái và lá mía đều có răng. Hai vây lưng gần nhau và cách nhau một khoản hẹp hơn đường kính mắt. Bụng màu sáng bạc, có từ 2–5 chấm đen đặc trưng giữa vây ngực và vây bụng. Các vây có màu sẫm. Vây bụng màu tối, viền ngoài trắng. Các tia vây cứng ở phần trước của vây lưng thứ nhất cao hơn các tia vây ở giữa. Vây lưng thứ hai thấp hơn vây lưng thứ nhất. Vây ngực ngắn, không đạt tới giữa vây lưng. Thân không phủ vảy trừ phần giáp ngực và đường bên. Lưng màu xanh sẫm, có các giải màu đen phức tạp.